# Alex Beaulieu-Marchand
Alex Beaulieu-Marchand (Quebec, 3 maart 1994) is een Canadese freestyleskiër. Hij vertegenwoordigde zijn vaderland op de Olympische Winterspelen 2014 in Sotsji en op de Olympische Winterspelen 2018 in Pyeongchang.

## Carrière
Bij zijn wereldbekerdebuut, in september 2012 in Ushuaia, eindigde Beaulieu-Marchand op de vierde plaats. In januari 2013 stond de Canadees in Copper Mountain voor de eerste maal in zijn carrière op het podium van een wereldbekerwedstrijd. Op de wereldkampioenschappen freestyleskiën 2013 in Voss eindigde hij als 52e op het onderdeel slopestyle. Tijdens de Olympische Winterspelen van 2014 in Sotsji eindigde Beaulieu-Marchand als twaalfde op het onderdeel slopestyle.
In Aspen nam de Canadees deel aan de Winter X Games XXI. Op dit toernooi behaalde hij de bronzen medaille op het onderdeel slopestyle. Op de wereldkampioenschappen freestyleskiën 2017 in de Spaanse Sierra Nevada eindigde hij als elfde op het onderdeel slopestyle. Tijdens de Olympische Winterspelen van 2018 in Pyeongchang veroverde Beaulieu-Marchand de bronzen medaille op het onderdeel slopestyle.
Op de wereldkampioenschappen freestyleskiën 2019 in Park City behaalde de Canadees de bronzen medaille op het onderdeel big air.

## Resultaten

### Olympische Winterspelen
| Jaar | Plaats      | Resultaten     |
| ---- | ----------- | -------------- |
| 2014 | Sotsji      | 12e Slopestyle |
| 2018 | Pyeongchang | Slopestyle     |

### Wereldkampioenschappen
| Jaar | Plaats        | Resultaten     |
| ---- | ------------- | -------------- |
| 2013 | Voss          | 52e Slopestyle |
| 2017 | Sierra Nevada | 11e Slopestyle |
| 2019 | Park City     | Big air        |

### Wereldbeker
Eindklasseringen
| Seizoen   | Algm | BA  | SS  |
| --------- | ---- | --- | --- |
| 2012/2013 | 50e  | –   | 4e  |
| 2013/2014 | 94e  | –   | 19e |
| 2016/2017 | 113e | 25e | 18e |
| 2017/2018 | 240e | –   | 54e |
| 2018/2019 | 79e  | 8e  | –   |
| 2019/2020 | 84e  | 12e | –   |